# Ciberjaya
Ciberjaya es una ciudad de Malasia ubicada en el estado de Selangor. Fue fundada el 8 de julio de 2003 por el primer ministro Mahathir Mohamad con el objetivo de acoger al mayor número de multinacionales, a las que ofrece importantes beneficios.
Construida en medio de la jungla, tiene casi 3000 hectáreas. Se sitúa a pocos kilómetros de Putrajaya, que es la nueva capital administrativa, y forma con ella el centro del "Supercorredor Multimedia".
Se espera que esta "Silicon Valley" cueste en torno a los 15 000 millones de dólares y que su población sea mayor a 100.000 en los próximos 10 años.
Este proyecto ha gozado del apoyo de compañías como Microsoft o BMW. En particular, Bill Gates ha viajado hasta la ciudad para establacer ahí sus oficinas.
- Datos: Q1147163
- Multimedia: Cyberjaya / Q1147163